# فومیکا بابا
فومیکا بابا (انگلیسی: Fumika Baba؛ زادهٔ ۲۱ ژوئن ۱۹۹۵) بازیگر اهل ژاپن است. وی از سال ۲۰۱۴ میلادی تاکنون مشغول فعالیت بوده‌است.